# Herczog Edit
Herczog Edit (Budapest, 1961. május 5. –) magyar szocialista politikus, európai parlamenti képviselő.

## Családja és tanulmányai
Férjezett, három gyermekük van.
Az általános iskolát Csákváron végezte 1975-ben, majd a székesfehérvári Teleki Blanka Gimnázium orosz tagozatán érettségizett 1979-ben. A Kertészeti Egyetem Tartósítóipari Karának borász szakán 1985-ben tartósítóipari mérnök és orosz nyelvi szakfordítói diplomákat szerzett. Ezt követően 1994-ben levelező tagozaton fejezte be az ELTE BTK Romanisztikai Intézet portugál nyelv és irodalom szakát, majd a European Business Schoolon tett abszolutóriumot.

## Politikai pályafutása
Az MSZMP-nek 1985-től, az MSZP-nek megalakulásától, 1989-től tagja. 1998-ban, majd 2002 novemberében az MSZP Fejér megyei listájáról megválasztották országgyűlési képviselőnek. 2007-ben tagja lett az MSZP országos elnökségének. 1998-2002-között az Ügyrendi és az Európai Integrációs Ügyek Bizottságaiban, 2002 őszétől a Külügyi és a Környezetvédelmi Bizottságokban végezte munkáját.
1999-től az Európa Tanács magyar delegációjában dolgozott. Strasbourgban két évig a szocialista frakció női bizottságának vezetőjeként tagja volt a frakcióvezetésnek. Alelnökként részt vett az Interparlamentáris Unió magyar-angol, illetve magyar-amerikai tagozatainak munkájában.

### Európai parlamenti képviselősége
2004 májusától az Európai Parlament képviselője, ahol főtag a Költségvetési Bizottsában. Póttagja az Költségvetési Ellenőrző Bizottságnak, a Jogi Bizottságnak. Továbbá tagja az EU-Örményország, az EU-Azerbajdzsán és EU-Grúzia parlamentközi delegációknak, és az USA parlamentközi delegációnak, a Kis- és Középvállalkozás-fejlesztési és a Lisszaboni Stratégia Munkacsoportoknak. Elnökségi tagja az alábbi európai szervezeteknek: Európai Energia Fórum, Európai Internet Alapítvány, Fórum a Nukleáris Energia Jövőjéért, Kangaroo Csoport, Transzatlanti Együttműködési Hálózat. 
Továbbá a szocialista EP-delegáció energiapolitikai szakértője.